# Everybody Loves Touda
Everybody Loves Touda (em árabe: الجميع يحب تودة) é um filme de drama de 2024 dirigido, coescrito e coproduzido por Nabil Ayouch a partir de um roteiro que ele escreveu com Maryam Touzani. O filme é estrelado por Nisrin Erradi como uma jovem cantora que sonha em se tornar uma cantora folclórica tradicional marroquina e se mudar para Casablanca para maior reconhecimento e uma vida melhor para seu filho. É uma coprodução entre Marrocos, França, Bélgica, Dinamarca, Holanda e Noruega.
O filme teve sua estreia mundial na seção Cannes Premiere do 77º Festival de Cinema de Cannes em 17 de maio de 2024. Foi selecionado como a inscrição marroquina para o Melhor Longa-Metragem Internacional no 97º Oscar.

## Elenco
- Nisrin Erradi como Touda
- Joud Chamihy como Yassine
- Jalila Talemsi como Rkia
- El Moustafa Boutankite como violinista
- Lahcen Razzougui como amante

## Produção
Nabil Ayouch escreveu o roteiro do filme com a colaboração da cineasta e atriz Maryam Touzani, que também é sua esposa. Em preparação para seu papel, Nisrin Erradi treinou com Sheikhats profissionais por um ano e meio. Ela aprendeu a cantar, tocar percussão, dançar e falar como eles. Erradi recusou vários papéis entre as filmagens para se dedicar ao papel de Touda.
Everybody Loves Touda foi produzido por Nabil Ayouch e Amine Benjelloun para a empresa marroquina Ali n' Productions juntamente com a empresa francesa Les Films du Nouveau Monde, em coprodução com Velvet Films (Bélgica), Snowglobe (Dinamarca), Viking Film (Holanda), Staer (Noruega), France 3 Cinéma e RTBF (Télévision Belge).

## Lançamento
O filme foi selecionado para ser exibido na seção Cannes Premiere do 77º Festival de Cinema de Cannes, onde teve sua estreia mundial em 17 de maio de 2024.
As vendas internacionais são administradas pela mk2 Films. O filme estava previsto para ser lançado nos cinemas na França pela Ad Vitam em 4 de dezembro de 2024, mas a data de lançamento foi adiada para 18 de dezembro de 2024.